# Односи Босне и Херцеговине и Уједињених нација
Односи Босне и Херцеговине и Уједињених нација су односи Босне и Херцеговине и Организације Уједињених нација.
Босна и Херцеговина постала је чланицом Уједињених нација 22.5.1992. (Резолуција 757), чиме је, као сукцесор СФРЈ, постала уговорна страна свих конвенција и споразума које је ратификовала СФРЈ. У раду Уједињених нација  БиХ судјелује преко сталних представништава у Њујорку, Женеви, Бечу, као и при УНЕСЦО-у у Паризу.

## Стални представник Босне и Херцеговине при УН у Њујорку
- Милош Вукашиновић, амбасадор
- Иван Барбалић, амбасадор
- Милош Прица, амбасадор од 2005.
- Мирза Кушљугић, амбасадор
- Мухамед Шаћирбеговић, амбасадор од 1992.